# Žarko Serafimovski
Žarko Serafimovski (Macedonisch: Жарко Серафимовски) (Skopje, 13 februari 1971) is een voormalig profvoetballer uit Noord-Macedonië, die speelde als middenvelder. Hij kwam onder meer uit voor FK Vardar en Trabzonspor.

## Interlandcarrière
Serafimovski speelde 34 interlands (drie goals) voor Macedonië. Onder leiding van bondscoach Andon Dončevski maakte hij zijn debuut voor de nationale ploeg op 23 maart 1994 in de vriendschappelijke thuiswedstrijd tegen Slovenië (2-0). Hij nam in dat duel al na twee minuten het openingsdoelpunt voor zijn rekening. De andere treffer kwam op naam van Zoran Boškovski.